# Ба Чо
Ба Чо (бирм. ဘ ချို; 24 апреля 1893 — 19 июля 1947) — бирманский политический, государственный и профсоюзный деятель, министр информации в правительстве Аун Сана до обретения независимости (сентябрь 1946 — 19 июля 1947), президент Конгресса профсоюзов Бирмы (ноябрь 1945 — июль 1947), издатель.

## Биография
Окончил Янгонский университет.
Участник национально-освободительной борьбы бирманского народа против британского владычества. Сторонник социалистических идей. Член Антифашистской лиги народной свободы.
Ба Чо и шесть других членов кабинета министров (включая премьер-министра Аун Сана) были убиты 19 июля 1947 года в Янгоне правыми заговорщиками бывшего премьер-министра У Со.
Похоронен в Мавзолее мучеников в Янгоне.

## Память
День гибели Аун Сана и членов его кабинета, 19 июля, отмечается в Мьянме как государственный праздник — День великомучеников (азаниней).